# Rengerskerke

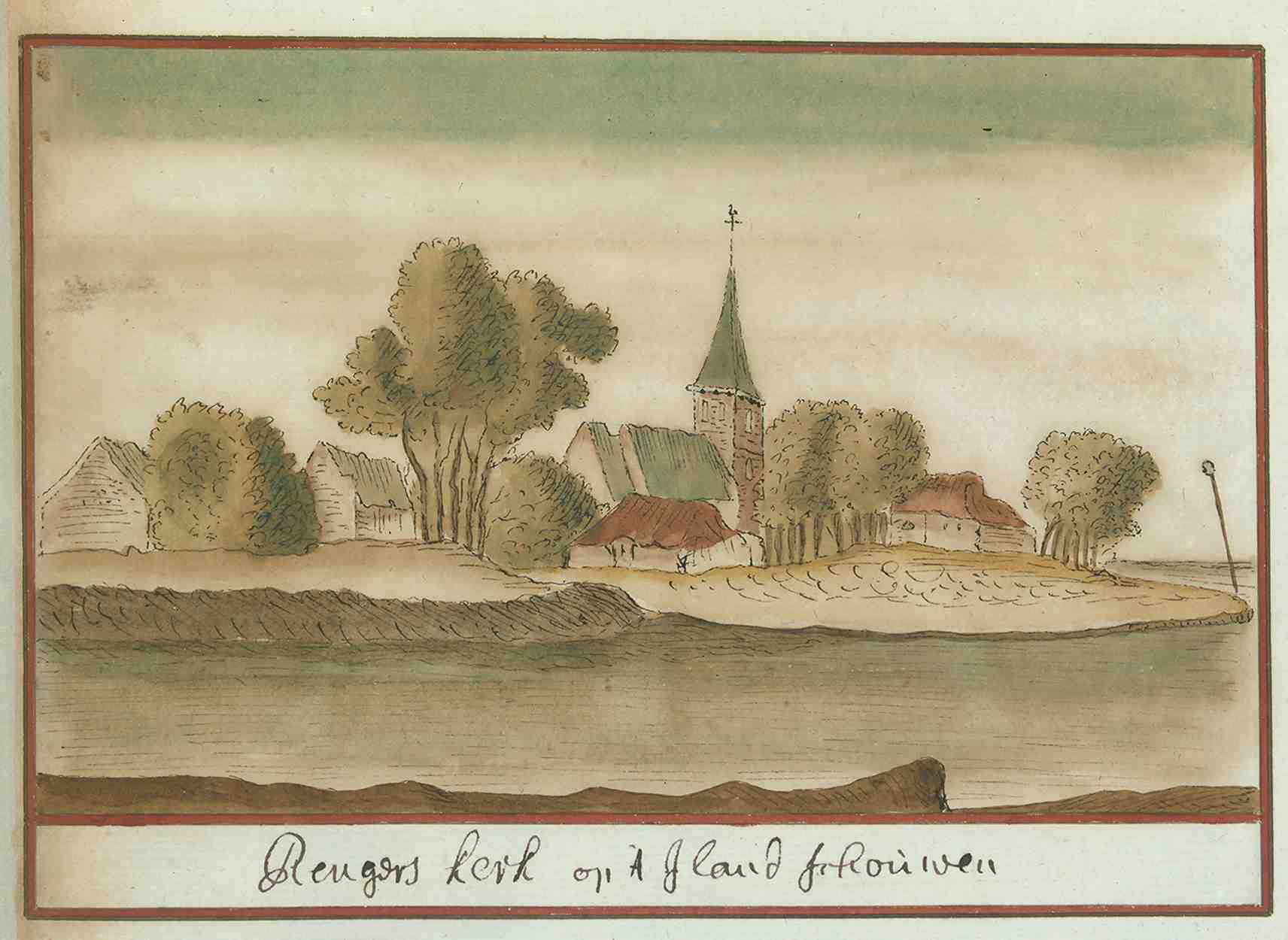
Rengerskerke in de Atlas Schoemaker

Rengerskerke is een voormalig dorp en heerlijkheid op het Nederlandse eiland Schouwen, nu Schouwen-Duiveland, in de Nederlandse provincie Zeeland. Het dorp lag op het gedeelte van Schouwen dat Zuidland werd genoemd.

## Geschiedenis
De oudste vermelding van Rengerskerke dateert uit 1308. Het dorp is vernoemd naar ene Renger, die de stichter was van de aan Laurentius gewijde kerk. Waarschijnlijk was de kerk oorspronkelijk een dochterkerk van Zuidkerke, maar in de 14e eeuw was Rengerskerke een zelfstandige parochie.
In 1479 werd binnen de parochie het klooster Regulieren van Bethlehem gesticht. Reeds in 1486 verdween dit klooster in de zee. 
Mogelijk stond er in Rengerswerve een mottekasteel.

### Neergang
Rengerskerke viel onder het zogenaamde 'zesde deel' Zuidland, een van de administratieve districten van Schouwen. Omdat Zuidland in de 16e eeuw bijna geheel was verdwenen in de golven werd dit zesde deel in 1558 opgeheven. Rengerskerke kwam nu onder Kerkwerve te vallen.

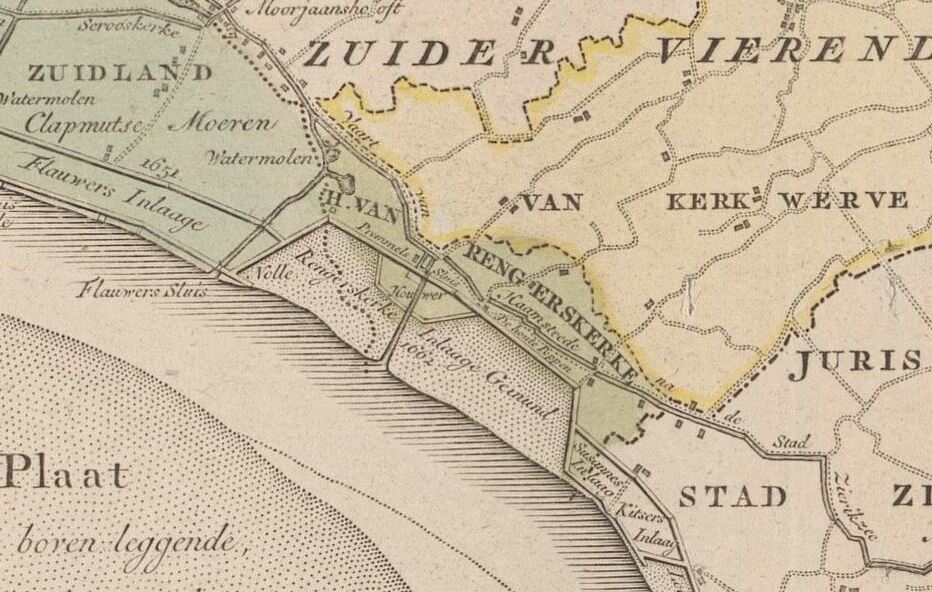
De heerlijkheid Rengerskerke op een kaart uit midden 18e eeuw, met vermelding van het in 1662 overstroomde deel. Het dorp is verdwenen.

Het beleg van Zierikzee (1575-1576) bracht het dorp schade toe. Er werd besloten om de kerkelijke bezittingen af te stoten, zodat van de opbrengst andere kerken hersteld konden worden.
Tussen 1588 en 1591 werd een inlaagdijk aangelegd ten noorden van Rengerskerke, waardoor het dorp in de Rengerkerkse Inlaag kwam te liggen. Bij de stormvloed van 1662 overstroomde deze inlaag en daarmee ging de dorpskern van Rengerskerke verloren.

### Voortbestaan als heerlijkheid en gemeente
Een deel van het grondgebied van de heerlijkheid Rengerskerke was in 1662 behouden gebleven, de rest lag in zee. Toch bestond de heerlijkheid nog en deze was toegevallen aan de stad Zierikzee. Een verzoek in 1684 om een mosselbank te mogen aanleggen op de locatie van het verdwenen Rengerskerke werd door Zierikzee afgewezen. Een poging van de stad in 1766 om de heerlijkheid te verkopen, mislukte.
Van 1636 tot 1860 was er nog een school in Rengerskerke. Ook werd er in Rengerskerke een batterij aangelegd om de kust te beschermen: het gehucht Houtenpoppen dat hier in de 18e eeuw lag, is vermoedelijk vernoemd naar de houten wachthuisjes van de soldaten.
In de Franse tijd ontstond de gemeente Rengerskerke en Zuidland, die bestond tot 1813. In dat jaar werden Rengerskerke en Zuidland samen met Nieuwerkerke toegevoegd aan de gemeente Kerkwerve. Er was nog even sprake van dat Rengerskerke de hoofdplaats van de fusiegemeente werd, maar de onderprefect overtuigde de Fransen dat het dorp Kerkwerve geschikter was als hoofdplaats dan het gehucht Rengerskerke.
In 1910 verkocht Zierikzee de heerlijkheid aan A.J.F. Fokker. De heerlijkheid lag voornamelijk in de Oosterschelde en hij verpachtte de percelen aan vissers.

## Wapen
Rengerskerke had ooit een paardenmarkt. De herinnering hieraan is terug te vinden in het wapen, waarvan de oudste variant al in 1540 staat afgebeeld. Het wapen werd in 1817 door de Hoge Raad van Adel bevestigd en is in 1950 onderdeel geworden van het wapen van Kerkwerve.